# Америка Ферера
Америка Џорџина Ферера (енгл. America Georgina Ferrera; Лос Анђелес, 18. април 1984) је америчка глумица, добитница награда Еми, Златни глобус и SAG за најбољу телевизијску глумицу 2007. године, за улогу Бети Суарез у телевизијској комедији Ружна Бети. Позната је и по улогама у филмовима Праве жене су коврџаве (2002) и Сестре по Фармеркама (2005).

## Приватни живот
Ферера је рођена 18. априла 1984. године у Лос Анђелесу, Калифорнија, САД. Она је најмлађе дете у породици, има још четири сестре и једног брата. Њени родитељи су из Хондураса. Тренутно је у вези са Рајаном Пирсом Вилијамсом, са којим се упознала на универзитету. Иако су новинама кружиле приче да су се верили, Ферера је одлучно порекла све ове гласине. У јануару 2008. писало се о њиховом раскиду, али је и то негирано када су се појавили заједно на додели NAACP награда у фебруару 2008. године.
Студирала је међународне односе на Универзитету Јужна Калифорнија, али га је напустила један семестар пре дпломирања да би се посетила глумачкој каријери. У јануару 2008. године је јавно подржала Хилари Клинтон у њеној кампањи за председницу Сједињених Америчких Држава, и придружила јој се на неколико митинга у Невади и Пенсилванији, на којим је рекла да: „Влада САД треба да се позабави проблемом илегалних имиграната, као и да се труди да им помогне“.

## Каријера
Њена прва улога била је у телевизијском филму Gotta Kick It Up! 2002. године, који је приказан на каналу Дизни. Исте године, глумила је Ану Гарсија у филму Праве жене су коврџаве. Ове улоге праћене су улогама у серији Touched by an Angel, и филмовима Сестре по Фармеркама и Lords of Dogtown. 2005. је освојила Movieline Breakthrough Award за најбољу глумицу. 2006. године је глумила у бродвејском мјузиклу Dog Sees God: Confessions of a Teenage Blockhead.
Ипак, њена најпознатија улога до сада је Бети Суарез у серији Ружна Бети, која је почела да се снима 2006. године, а снима се и сада. Поред огромног успеха који је постигла, Америка Ферера је примила мноштво награда, као што су Еми награда и Златни глобус.